# Liegi-Bastogne-Liegi 1956
La Liegi-Bastogne-Liegi 1956, quarantaduesima edizione della corsa, fu disputata il 6 maggio 1956 per un percorso di 247 km. Fu vinta dal belga Alfred De Bruyne, giunto al traguardo in 7h03'45" alla media di 34,973 km/h, precedendo i connazionali Richard Van Genechten e Alex Close. 
I corridori che portarono a termine la gara al traguardo di Liegi furono in totale 56.

## Ordine d'arrivo (Top 10)
| Pos. | Corridore             | Squadra            | Tempo    |
| ---- | --------------------- | ------------------ | -------- |
| 1    | Alfred De Bruyne      | Mercier-BP         | 7h03'45" |
| 2    | Richard Van Genechten | Elvé-Peugeot       | s.t.     |
| 3    | Alex Close            | Elvé-Peugeot       | a 1'16"  |
| 4    | André Vlayen          | Elvé-Peugeot       | a 1'44"  |
| 5    | Rik Van Looy          | Faema-Van Hauwaert | s.t.     |
| 6    | Désiré Keteleer       | Faema-Van Hauwaert | s.t.     |
| 7    | Pino Cerami           | Elvé-Peugeot       | s.t.     |
| 8    | Jean Vliegen          | Libertas-Huret     | s.t.     |
| 9    | Jean Forestier        | Follis-Dunlop      | s.t.     |
| 10   | Wim van Est           | Locomotief         | s.t.     |